# Chantal Kabasinga
 (avril 2023).
La mise en forme du texte ne suit pas les recommandations de Wikipédia : il faut le « wikifier ».
Les points d'amélioration suivants sont les cas les plus fréquents. Le détail des points à revoir est peut-être précisé sur la page de discussion.
- Les titres sont pré-formatés par le logiciel. Ils ne sont ni en capitales, ni en gras.
- Le texte ne doit pas être écrit en capitales (les noms de famille non plus), ni en gras, ni en italique, ni en « petit »…
- Le gras n'est utilisé que pour surligner le titre de l'article dans l'introduction, une seule fois.
- L'italique est rarement utilisé : mots en langue étrangère, titres d'œuvres, noms de bateaux, etc.
- Les citations ne sont pas en italique mais en corps de texte normal. Elles sont entourées par des guillemets français : « et ».
- Les listes à puces sont à éviter, des paragraphes rédigés étant largement préférés. Les tableaux sont à réserver à la présentation de données structurées (résultats, etc.).
- Les appels de note de bas de page (petits chiffres en exposant, introduits par l'outil «  Source ») sont à placer entre la fin de phrase et le point final[comme ça].
- Les liens internes (vers d'autres articles de Wikipédia) sont à choisir avec parcimonie. Créez des liens vers des articles approfondissant le sujet. Les termes génériques sans rapport avec le sujet sont à éviter, ainsi que les répétitions de liens vers un même terme.
- Les liens externes sont à placer uniquement dans une section « Liens externes », à la fin de l'article. Ces liens sont à choisir avec parcimonie suivant les règles définies. Si un lien sert de source à l'article, son insertion dans le texte est à faire par les notes de bas de page.
- La présentation des références doit suivre les conventions bibliographiques. Il est recommandé d'utiliser les modèles {{Ouvrage}}, {{Chapitre}}, {{Article}}, {{Lien web}} et/ou {{Bibliographie}}. Le mode d'édition visuel peut mettre en forme automatiquement les références.
- Insérer une infobox (cadre d'informations à droite) n'est pas obligatoire pour parachever la mise en page.

Pour une aide détaillée, merci de consulter Aide:Wikification.
Si vous pensez que ces points ont été résolus, vous pouvez retirer ce bandeau et améliorer la mise en forme d'un autre article.
Chantal Kabasinga, née dans le district de Gicumbi, dans la province du Nord au Rwanda, est une femme politique rwandaise.
Elle est présidente de l'Association des veuves du génocide au Rwanda .

## Début de la vie
Kabasinga naît dans le district de Gicumbi dans la province du Nord.

## Carrière
En 2012, Kabasinga effectue son deuxième mandat en tant que présidente d'Avega Agahozo, au Rwanda après avoir été élue pour la première fois en 2008. Elle a également travaillé comme conseillère au Ruhuka Trauma Center à Kigali. En 2011, dans son rôle de présidente, elle a dénoncé la Fondation Lantos pour sa décision d'attribuer un prix des droits de l'homme à Paul Rusesabagina.
Kabasinga est membre du Front patriotique Rwandais et a été député à la fin des années 2010 ,,,. Elle s'est présentée au Sénat rwandais en 2019.

## Vie privée
Le mari de Kabasinga, un Tutsi, est tué lors du génocide rwandais de 1994. Kabasinga et sa fille de 18 mois ont survécu .